# Sociedade Geológica dos Estados Unidos

Foto aérea da Sociedade Geológica dos Estados Unidos (em inglês: Geological Society of America - GSA).

A Sociedade Geológica dos Estados Unidos (em inglês:  Geological Society of America - GSA) é uma sociedade científica não lucrativa dos Estados Unidos, dedicada ao avanço do estudo das geociências.
A sociedade foi fundada em Nova Iorque em 1888 por James Hall, James Dwight Dana e Alexander Winchell. A missão da GSA é "promover os progressos nas ciências da Terra, pôr em valor a carreira profissional dos seus membros e promover as ciências da Terra ao serviço da humanidade."
A sociedade iniciou com 100 membros e o seu primeiro presidente foi James Hall. Durante os 43 anos seguintes, ela cresceu lentamente e gradualmente, atingindo 6.000 membros em 1931. A partir desta data a sociedade cresceu rapidamente graças à doação de 4 milhões de dólares pelo seu presidente R. A. F. Penrose. Em 1927 foi criada a medalha Penrose, para recompensar os pesquisadores que contribuíram para o avanço no domínio das ciências da terra.
A partir de 1968, sua sede está situada na Penrose Place, 3300,  Boulder, no  Colorado. Em 2005, a GSA completou 18.000 membros provenientes de 85 países.  A principal atividade da sociedade é promover encontros e a publicação de literatura científica, em especial o "GSA Bulletin" e o jornal "Geology". A sociedade possui seis delegações locais na  América do Norte e 15 divisões especializadas.

## Medalhas
- Medalha Penrose, instituída em 1927.
- Medalha Arthur L. Day, instituída em 1948.

## Alguns  ex-presidentes
| - James Hall 1889 - James D. Dana 1890 - Alexander Winchell 1891 - G. K. Gilbert 1892 - J. William Dawson 1893 - Thomas C. Chamberlin 1894 - Nathanial S. Shaler 1895 | - Joseph Le Conte 1896 - Edward Orton, Sr. 1897 - J. J. Stevenson 1898 - Benjamin K. Emerson 1899 - George Mercer Dawson 1900 - Anthony J. Naldrett 2002 |